# Карпы
Карпы (лат. Cyprinus) — род рыб семейства карповых.
Большинство видов рода обитают на юге Китая и в Юго-Восточной Азии. Исключение составляют два вида. Первый — обыкновенный сазан (Cyprinus carpio), имевший естественный ареал, состоявший из двух частей: водоемы Понто-Каспийско-Аральского и дальневосточного регионов. Он был расселён в водоёмах Северной Америки, Австралии и Евразии за пределами естественного ареала, одомашнен, из него выведены породы карпа, разводимые в прудах. Второй — серебристый карп, завезенный в 1970-е годы в Канаду и США из озера Балхаш (Казахстан) и сильно размножившийся в отсутствие внешних врагов и отлова (из-за обилия костей американцы его не едят). В случае попадания серебристого карпа в Великие озера это грозит уничтожением промысловых рыб местных пород и исчезновением промыслового рыболовства, поэтому на Чикагском канале построен электрический барьер.

## Виды
Род включает 27 видов рыб:
- Cyprinus acutidorsalis
- Cyprinus barbatus
- Cyprinus carpio — сазан[6]
  - карп — одомашненная форма сазана
- Cyprinus centralus
- Cyprinus chilia
- Cyprinus cocsa
- Cyprinus dai
- Cyprinus daliensis
- Cyprinus exophthalmus — вьетнамский сазан[6]
- Cyprinus fuxianensis
- Cyprinus hyperdorsalis
- Cyprinus ilishaestomus
- Cyprinus intha
- Cyprinus longipectoralis
- Cyprinus longzhouensis
- Cyprinus mahuensis
- Cyprinus megalophthalmus
- Cyprinus micristius
- Cyprinus multitaeniata
- Cyprinus pellegrini
- Cyprinus qionghaiensis
- Cyprinus rubrofuscus
- Cyprinus yilongensis
- Cyprinus yunnanensis — китайский сазан[6]